# روبرت بيج (ممثل)
روبرت بيج (بالإنجليزية: Robert Paige)‏ هو ممثل أمريكي، ولد في 2 ديسمبر 1911 في الولايات المتحدة، وتوفي بنفس المكان في 21 ديسمبر 1987.

## أعمال

### أفلام
- (1946) طنجة

## وصلات خارجية
- روبرت بيج على موقع IMDb (الإنجليزية)
- روبرت بيج على موقع إن إن دي بي (الإنجليزية)
- روبرت بيج على موقع قاعدة بيانات الفيلم (الإنجليزية)